# Røversprog
Røversprog er en sprogleg, der fungerer som et slags kodesprog. En person, som ikke snakker røversprog, vil ikke kunne forstå, hvad der bliver sagt.

## Sådan gør man
Røversprog er en smule avanceret at lære, men man kan skrive det op på følgende måde: Efter hver konsonant(lyd) siger man et o og konsonanten igen:
```
Hej med dig, hvad hedder du? Kan du også snakke røversprog?
o o o o o o   o o o o  o o   o o o   oo  oo oo  o o oooo o
h j m d d g   v d h d  r d   k n d   gs  sn kk  r v rspr g
```

Man læser så ordet, der fremkommer: "Hohejoj momedod dodigog ..."
Konstantinopolitanerinderne er et godt ord at øve sig på
```
Konstantinopolitanerinderne
o ooo oo o o o o o o oo oo
k nst nt n p l t n r nd rn
```

"Kokononsostotanontotinonopopololitotanonerorinondoderornone"
Eventuelt kan man sige "bib" imellem hvert ord, hvilket er med til at give mere overblik for den, der skal forstå, hvad man siger.

## Trivia
Astrid Lindgren benytter røversprog i en af sine børnebøger om Kalle Blomkvist, "Kalle Blomkvist lever farligt" (1956) (Mästerdetektiven Blomkvist lever farligt, 1951), der også er blevet filmatiseret af flere omgange.

## Andre sproglege
- Bakke snagvendt
- P-sprog